# Pelle Käll
Per Göran "Pelle" Käll, född 4 februari 1966, är en svensk handbollstränare och tidigare handbollsspelare (mittnia). Som spelare tog han SM-guld med Ystads IF 1992. Han debuterade 1992 i Sveriges landslag, spelade 24 landskamper och gjorde 27 mål men deltog inte vid något mästerskap. Han är far till handbollsspelaren Casper Käll.

## Klubbar i urval

### Som spelare
- Lugi HF (moderklubb; senior: 1985–1991)
- Ystads IF (1991–1993)
- Lugi HF (1993–1994)
- Stavstens IF (1994–?)
- Lugi HF (2000–2001, spelande tränare)
- Eslövs HF (2001–2003, spelande tränare)

### Som tränare
- Stavstens IF (spelande tränare)
- Lugi HF (2000–2001, spelande tränare)
- Eslövs HF (2001–2003, spelande tränare)
- Stavanger Håndball (2003–2004)
- OV Helsingborg (2004–2007)
- H65 Höör (2007–2009)[1][2]
- H43 Lund (2008–2010)
- Ystads IF (2010)
- Trelleborg HBK (2011–2012)
- HK Farmen (?–2019)
- Vinslövs HK (2019–)